# 中海・宍道湖・大山圏域
中海・宍道湖・大山圏域（なかうみ・しんじこ・だいせんけんいき）は、鳥取県西部地域と島根県東部地域のうち、主に中海・宍道湖・大山の周辺地域を形成する12の自治体が重なり合った構造の広い経済地域である。令制国の出雲国と伯耆国西部を合わせた「雲伯」と呼ばれる地域に相当する。人口が約60万で日本海側の主要都市圏の中で富山、 新潟、金沢、福井に続く第４位である。

## 概要
中海・宍道湖圏域を構成する5市と、オブザーバーとして大山圏域の自治体が加わった5市6町1村で構成される。圏域の大半は米子都市圏、松江都市圏、出雲都市圏の3つの都市圏と重なる地域にある。
2005年に「中海・宍道湖・大山圏域観光連携事業推進協議会」（事務所は松江商工会議所内）が発足し、中海・宍道湖経済圏の観光面での連携が図られている。
2007年には、米子・境港・松江・安来市の4市による従来の「中海圏域四市連絡協議会」を組織改編し、「中海市長会」が結成された。同会の最終目標は、中海圏域自治体による「中海市」実現にあると4市長が言及した。
2012年に従来の「中海市長会」をさらに発展させ、出雲市と大山圏域7町村を加えた「中海・宍道湖・大山圏域市長会」を設立。市長会の愛称を「だんだんサミット」に決定した。
2013年には「中海・宍道湖・大山圏域振興ビジョン」と呼ばれる共通指針が策定され、12の自治体が一体となって圏域の発展に取り組んでいる。

## 構成自治体
鳥取県：米子市、境港市
島根県：安来市、松江市、出雲市
オブザーバー：日吉津村、大山町、南部町、伯耆町、日南町、日野町、江府町
圏域面積：2,826.07km2
圏域人口：643,175人

## 主な集約装置
基幹放送
- 山陰放送（米子市）[注釈 1]
- さんいん中央テレビ（松江市）[注釈 1]
  - 鳥取・島根を放送圏域とするテレビ局は、他に日本海テレビ（鳥取市）がある。
- エフエム山陰（松江市）[注釈 1]

コミュニティFM
- エフエムいずも（出雲市）
- DARAZ FM（米子市）

ケーブルテレビ
- 中海テレビ放送（米子市）
- 山陰ケーブルビジョン（松江市）
- 出雲ケーブルビジョン（平田地域を除いた出雲市）
- ひらたCATV（出雲市の平田地域のみ）

タウン情報誌
- Lazuda（松江市）
- Wink山陰（松江市）

域外との交通集約
- 米子鬼太郎空港（境港市）
- 出雲縁結び空港（出雲市）
- 西日本旅客鉄道米子支社
- 米子自動車道
- 松江自動車道
- 国道9号
- 境港 (港湾)（境港市）

文化的集客装置
- 出雲大社（出雲市）
- 稲佐の浜（出雲市）
- 出雲日御碕灯台（出雲市）
- 須佐神社（出雲市）
- 湯の川温泉（出雲市）
- 一畑薬師（出雲市）
- 松江城（松江市）
- 八重垣神社（松江市）
- 玉造温泉（松江市）
- 由志園（松江市）
- 美保神社（松江市）
- 足立美術館（安来市）
- 清水寺（安来市）
- 月山富田城跡（安来市）
- 鷺ノ湯温泉（安来市）
- 皆生温泉（米子市）
- 水木しげるロード（境港市）
- 水木しげる記念館（境港市）

知的集約装置
- 鳥取大学医学部（米子市）
- 島根大学松江キャンパス（松江市）
- 島根大学医学部（出雲市）
- 島根県立大学出雲キャンパス（出雲市）

鉱工業集約装置
- 王子製紙米子工場（米子市）
- 日立金属安来工場（安来市）
- 三菱マヒンドラ農機（松江市）
- 島根富士通（出雲市）
- 出雲村田製作所（出雲市）